# District nord (Israël)
Pour les articles homonymes, voir District nord.
Le district Nord (hébreu : מחוז הצפון, Mehoz HaTzafon; arabe : الواء الشمالي, Minṭaqat ash-Shamal), est un des six districts israéliens. Sa superficie est de 3 324 km2 auxquels il faut ajouter 1 154 km2 pour le Golan pour une superficie totale de 4 478 km2. La capitale du district est Nof HaGalil et la plus grande ville du district est Nazareth.
Le plateau du Golan, territoire qui appartenait à la Syrie depuis son indépendance en 1946, a vu sa partie occidentale conquise par l'armée israélienne dès le 10 juin 1967. Cette partie est administrée comme un sous-district du district Nord depuis la Loi du plateau du Golan, votée par l'Assemblée nationale israélienne (Knesset) le 14 décembre 1981.
Toutefois, cette conquête et cette loi ne sont reconnues que par les États-Unis. La loi du 14 décembre 1981 a été invalidée par la résolution 497 du Conseil de sécurité des Nations unies.

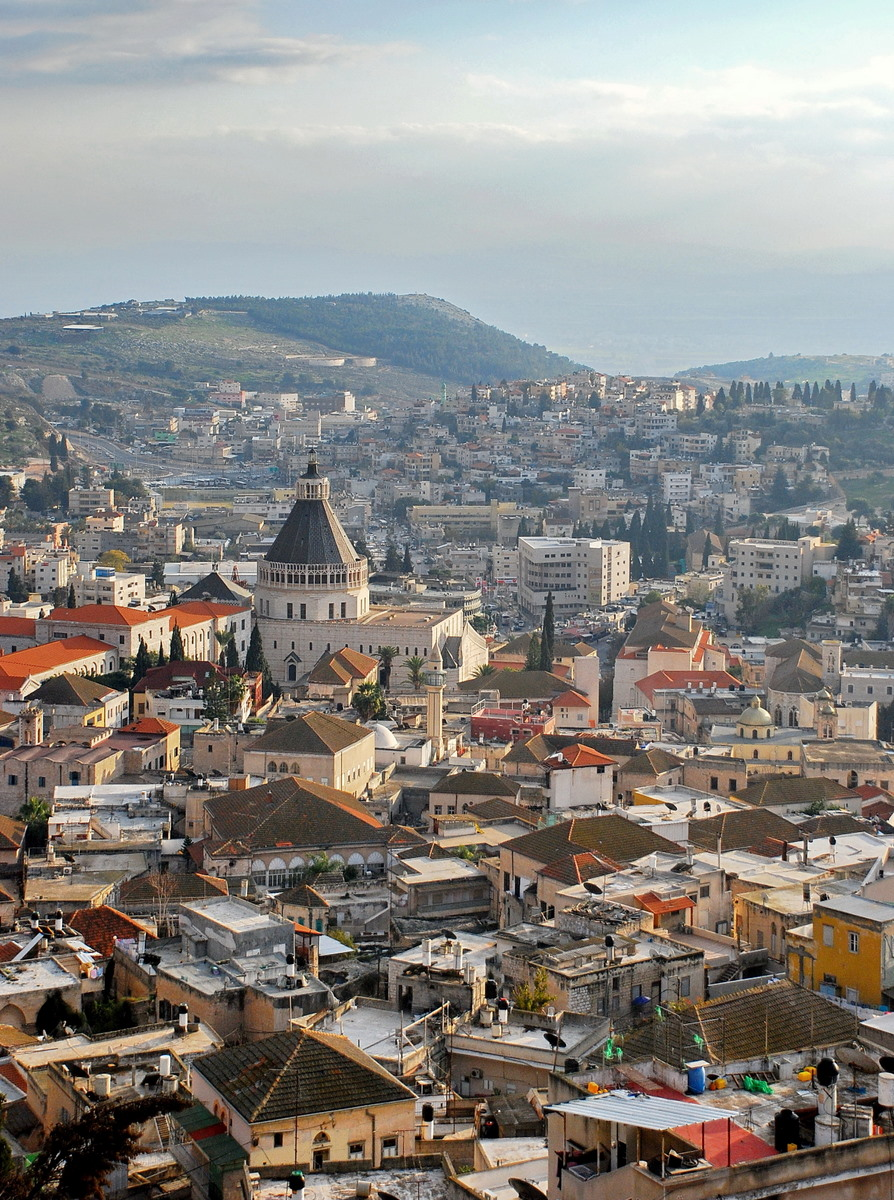
Nazareth, la plus grande ville du District Nord

## Démographie
En 2016, la population du district était répartie comme suit :
- Population totale : 1 401 300
- Composition ethnique :
  - Arabes : 752 700 (53,7 %)
  - Juifs : 603 400 (43,1 %)
  - Autres : 45 200 (3,2 %)
- Religions :
  - Judaïsme : 603 400 (43,1 %)
  - Islam : 545 500 (38,9 %)
  - Druzisme : 112 200 (8,0 %)
  - Christianisme : 98 100 (7,0 %)
  - Autre : 42 100 (3 %)
- Densité: 313/km²

Le district Nord est le seul district de l'État d'Israël où les Arabes sont majoritaires en nombre. Toutefois, au niveau des religions, la religion juive est la plus importante en nombre de disciple.

## Subdivisions
| Sous-districts   | Villes | Conseil local | Conseil régional                                                                       |
| ---------------- | --- | --- | -------------------------------------------------------------------------------------- |
| Safed            | - Kiryat Shmona קריית שמונה - Safed צפת (Zefat) | - Gush Halav / Jish - Hatzor-Haglilit - Metoula - Rosh Pina - Tuba-Zangariya - Yessud Haméala | - Haute Galilée - Merom HaGalil (partiellement) - Mevo'ot HaHermon                     |
| Lac de Tiberiade | - Tiberias טבריה (Tverya) | - Eilabun - Kfar Kama - Kfar Tabor - Maghar - Menahamiya - Migdal - Jabneel | - Emek HaYarden - ha'Galil ha'Takhton                                                  |
| Jizreel          | - Afula עפולה - Bet She'an בית שאן - Nazareth נצרת (Nazerat), الناصرة (al-Naseriya) - Nof HaGalil נוף הגליל - Migdal HaEmek מגדל העמק - Yokneam יקנעם (Yoqneam)                                                                   | - Basmat-Tiv'on - Bueina Nujidat - Beit Zarzir - Dabburiya - Ein Mahl - Ilut - Iqsal - Ka'abiya-Tabash-Hajarah - Kafr Cana - Mash'ed - Rei'na - Ramat Yishai - Shibli - Tur'an - Yafia'a / Yafa el-Natzira - Yoqne'am Illit | - Biqat Bet She'an - Gilboa - Megiddo - Vallée de Jizreel                              |
| Acre             | - Acre עכו (Akko), عكّا (Akka) - Karmiel כרמיאל - Ma'alot-Tarshiha מעלות-תרשיחא, معلوت ترشيحا - Nahariya נהרייה - Sakhnin סכנין, سخنين - Shefa-'Amr שפרעם (Shfar'am), شفا عمرو - Tamra טמרה, طمرة - Shaghur שגור, الشاغور (Shagor) | - Abu Snan - A'eblin - Araba - Bet Jan - Bina - Bir el-Maksur - Cabul - Deir al-Asad - Dir Hanna - Fasuta - Gdeida-Makker - Hatzrot Yasaf - Hurafesh - Julis - Kaukab Abu el-Hija - Kisra-Sammia'a - Kfar Manda - Kfar Vradim - Kfar Yasif - Majd el-Kurum - Mazra'a - Meilya - Migdal Tefen - Nahif - Pqi'in / al-Buki'ah - Rame - Sajur - Sha'ab - Shavey-Zion - Xelomí - Yanu'ah-Jatt - Yarqa | - Ma'ale Yosef - Mateh Asher - Merom HaGalil (partiellement) - Misgav - Nof ha'Gallile |
| Golan            | | - A'aghar - Buq'ata - Ein Qiniyye - Majdal Shams - Mas'ade - Qatzrin | - Golan                                                                                |